# Tyrannochthonius zonatus
Tyrannochthonius zonatus är en spindeldjursart som först beskrevs av Beier 1964.  Tyrannochthonius zonatus ingår i släktet Tyrannochthonius och familjen käkklokrypare. Inga underarter finns listade i Catalogue of Life.